# Vinh Sử
Vinh Sử (9 tháng 6 năm 1943 – 10 tháng 9 năm 2022) là một nhạc sĩ nhạc vàng có nhiều sáng tác được yêu thích.

## Cuộc đời
Ông tên thật là Bùi Vinh, sinh ngày 9 tháng 6 năm 1943. Cha mẹ của ông từ Hà Tây đi làm phu đồn điền cao su cho Pháp, lưu lạc vào Đông Nam Bộ trong thập niên 1940. Sau đó gia đình chuyển về Sài Gòn, sinh sống bằng nghề làm lò bún trong một xóm lao động nghèo ở quận 4. Gần 10 tuổi, ông mới là người duy nhất trong số 4 anh chị em trong gia đình được đi học lớp 5 (lớp 1 bây giờ).
Ông từng có 4 đời vợ chính thức nhưng hiện tại sống một mình.
Ông nhập viện từ năm 2012 vì ung thư đại tràng. Ông qua đời 10 tháng 9 năm 2022 tại Bệnh viện Nhân dân Gia Định, Thành phố Hồ Chí Minh, hưởng thọ 78 tuổi.
Vinh Sử là một tín hữu Công giáo Rôma, ông có tên thánh là Phaolô.

## Sáng tác
Vinh Sử sáng tác với nhiều bút danh như Cô Phượng, Bồng Nga Nữ, Chế Huyền Trân, Diễm Nhi (tên con của ông), Vinh Quang (tên con của ông), Đức Vượng, Hàn Ni, Linh Ngân,... Ông gắn bó với dòng nhạc quê hương mang tính đại chúng, với số lượng các ca khúc thành công của mình, ông được đại chúng gọi là "Vua nhạc sến". Các sáng tác của ông được hầu hết giới bình dân đón nhận vì nó gần gũi với cuộc sống của họ. Nội dung ca khúc thường nói về những thân phận không may mắn, những mối tình trắc trở do không "môn đăng hộ đối" giữa một chàng trai nghèo và một cô gái giàu sang. Công chúng thích nghe nhạc của Vinh Sử vì họ thấy ở đó hình ảnh và tâm sự của chính mình.
| “         | Nhạc tôi viết là dành cho những người nông dân, những người lao động. Tôi đã gởi hết toàn tâm toàn ý của mình vào đó và cũng nhận được sự hưởng ứng của đông đảo công chúng lao động nghèo. Tôi nghĩ rằng nhạc của mình cũng là tiếng nói của một bộ phận nhân dân. Nghe nhạc của tôi, những người lao động nói rằng đó là nhạc của người Việt Nam, không lai căng. | ” |
| — Vinh Sử | |   |

### Ca khúc viết riêng trước 1975
- Áo vàng người yêu (Cô Phượng, 1974)
- Bài hát sau cùng (Hàn Ni, 1974)
- Cậu cả lên thành (Cô Phượng, 1974)
- Chắp tay lạy chúa (1972)
- Chuyện người con gái vườn sầu riêng (Hàn Ni, 1974)
- Chuyện tình liêu trai (Hàn Ni, 1974)
- Chuyện tình loài hoa tuyết (Vinh Sử - Hàn Ni)
- Chuyến xe lam chiều (Cô Phượng - Vinh Sử)
- Cô dâu xinh xinh (Hàn Ni, 1974)
- Còn nhớ không em (Vinh Sử - Quỳnh Mai, 1973)
- Đêm lang thang (1974)
- Đêm tạ từ (1966)
- Điệp khúc tình yêu (Vinh Sử - Hàn Ni, 1975)
- Đong đưa võng buồn (Hàn Ni, 1974)
- Đừng như ong bướm (Cô Phượng, 1974)
- Khi không (Vinh Sử - Cô Phượng, 1971)
- Khổ tâm (Bồng Nga Nữ, 1972)
- Không dám chào nhau (Vinh Sử - Bồng Nga Nữ)[8]
- Không giờ rồi (1971)
- Gái nhà nghèo (Cô Phượng, 1972)
- Giọt lệ người tình (1974)
- Hai bàn tay trắng (Cô Phượng - Chế Huyền Trân, 1974)
- Làm dâu xứ lạ (Chế Huyền Trân, 1971)
- Lời cô giáo trẻ (Cô Phượng, 1973)
- Mai Lan (1975)
- Một lần vẫy tay chào (1970)[9]
- Nêu không tình yêu (Lê Hữu Đạt & Cô Phương, 1975)
- Ngày của riêng mình (1974)
- Ngoéo tay nhau thề (Cô Phượng, 1973)[10]
- Người tình La Lan (Hàn Ni, 1975)
- Người tình luật khoa (1975)
- Nhẫn cỏ cho em (1974)
- Phản bội (1973)[11]
- Qua ngõ nhà em (Vinh Sử - Bồng Nga Nữ)[12]
- Sao muốn giết người yêu (1973)[13]
- Tâm sự Hàn Ni (1974)
- Trả nhẫn kim cương[14]
- Trái tim trinh nữ (Vinh Sử - Hàn Ni, 1974)
- Trời ghen má đỏ (Vinh Sử - Linh Ngân, 1972)[15]
- Tương tư Hằng (1974)
- Vắt chân chữ ngũ (1974)
- Về đâu cánh chim biển (1975)[16]
- Vỗ tay ngợi ca (Hàn Ni, 1975)
- Vòng hoa cưới (Vinh Sử - Thùy Dương, 1973)
- Vòng nhẫn cưới (Chế Huyền Trân, 1974)
- Xóa tên người tình (1974)
- Yêu không bao giờ
- Yêu người chung vách (1971)[17][18]

### Ca khúc viết riêng sau 1975
- Ánh mắt người xưa (Diễm Nhi)
- Bài thơ dâng mẹ
- Biết tỏ cung cùng ai (viết lời việt)
- Câu đêm
- Cầu tre kỷ niệm (Vinh Sử - Cô Phượng)
- Chàng trai si tình (túc Có buồn nào buồn hơn)
- Chiều nước lũ
- Chiều quê hương
- Chờ đợi nửa vầng trăng
- Chuyện tình Châu Long
- Chuyện tình cô hàng chè tươi (Vinh Sử - Vũ Sinh)
- Có còn thương nhau (Diễm Nhi)
- Di chúc tình yêu
- Để tóc nàng ngủ yên (Vinh Sử - Hàn Ni)
- Để vừa lòng anh
- Đêm giao thừa nhớ mẹ
- Đêm sầu đời
- Đôi mắt người tình (Cô Phượng)
- Em bỏ miệt vườn
- Em cắt nửa vầng trăng
- Em phải nàng xuân
- Em sẽ yêu anh mãi
- Gõ cửa trái tim
- Hà Nội và em
- Họ cưới nhau
- Hỏi nàng bán chiếu (thơ Nguyễn Trãi)
- Hương tóc nàng dâu
- Lá diêu bông 2 (Vinh Sử - Hàn Ni)
- Lắng nghe cung buồn
- Lỗi hẹn cùng ca dao (Vinh Sử & Đức Vượng)
- Lỗi hẹn cùng tôn nữ
- Lý chim xanh
- Mai em theo chồng
- Mẹ quê hương
- Mẹ sáng hơn mặt trời
- Miền Trung quê em
- Mùa bông so đũa
- Mùa xuân cho Ngọ
- Mùa xuân ông đồ (thơ: Vũ Đình Liên)
- Mưa bay ngoại ô (Cô Phượng)
- Mười năm áo lụa
- Ngẫm sự đời
- Ngày em chợt lớn
- Người đẹp Mỹ Tho
- Người đó ta còn đây
- Người không cô đơn (Vinh Sử - Cô Phượng)
- Người mang vĩnh biệt
- Người tình diêu bông
- Người tình nhạc viện
- Người tình tôi ơi
- Người về bên ấy
- Người về từ nghìn trùng
- Nhành cây trứng cá (Vinh Sử - Diễm Nhi)
- Nhớ người em gái miền Tây
- Như đập vỡ tim (Vinh Sử - Cô Phượng)
- Nổi lòng anh thợ giày
- Nụ hôn đầu
- Nước mắt người vu quy
- Ôm trái tình sầu
- Phượng Sài Gòn
- Quên cây cầu dừa (Hàn Ni - Vinh Sử)
- Rước dâu trên đường quê (Vinh Sử - Phương Hồng Trinh)
- Rừng cây chim đến
- Sau không giờ
- Solo cùng tình Bolero
- Sông quê rước dâu (Nguyệt Sử)
- Tay trắng tay đen[19]
- Thành phố ba trăm năm
- Thương bát cơm lũ (Vinh Sử - Đức Vượng)
- Thương quá cha tôi
- Thuyền nhỏ ngày xưa
- Tình ca màu hồng (Hàn Ni)
- Tình ngoại
- Tình người tha phương (Hàn Ni - Vinh Sử)
- Tình vợ chồng quê
- Tình yêu mới gõ cửa
- Trái mồng tơi (Vinh Sử - Cô Phượng)
- Trái tim biết cám ơn
- Trái tim xôn xao
- Tương tư áo trắng (Vinh Sử - Cô Phượng)
- Về thăm miệt vườn
- Về từ nghìn trùng (Diễm Nhi)

### Viết chung vớiHữu Minh(Minh Vy)
- Anh Sáu về quê
- Chiều ghé đồi sim (tức Đồi tím hoa sim)
- Hỏi nàng xuân
- Mưa bụi 1 & 2
- Mưa bụi hoàng hôn
- Xóm vắng
- Bến thượng hải[20]

### Viết chung vớiNguyên Thảo
- Bạc màu áo trận (1970)
- Đêm hỏa châu (1970)
- Kỷ niệm thời con gái (1970)
- Nét buồn thời chiến (1973)

### Viết chung vớiGiao Tiên
- Có em về (Diễm Đào & Vinh Quang)
- Chuyện tình nơi làng quê (Vinh Quang - Xuân Hòa)
- Em bao nhiêu tuổi (Vinh Sử & Dương Trung, 1973)
- Hỏi ông tơ hồng
- Không còn nhớ người yêu (Vinh Sử - Chế Huyền Trân - Giao Tiên, 1973)[21]
- Không dám đâu
- Lỡ mai đời chia cách (Vinh Sử & Diễm Đào)
- Mưa bụi cao nguyên
- Nụ tình hồng (Cô Phượng & Xuân Hoa, 1973)
- Ru em vào mộng (Giao Tiên & Cô Phượng)
- Số kiếp (Kim Khánh & Diễm Nhi)
- Trẻ mãi không già

### Viết chung vớiHàn Châu
- Chuyện tình Sao Ly (1975)
- Đi cày
- Mỹ Lan
- Rước dâu về làng[22]
- Thư gửi quê nhà

### Viết chung vớiY Vũ
- Chẳng dám làm quen
- Đếm giọt sầu rơi
- Em trước anh sau
- Lòng nghe dậy sóng

### Viết chung với nhạc sĩ khác
- Chôm chôm lý qua phà (Đài Phương Trang & Cô Phượng)
- Chơi năm mười (với Hoàng Trang)
- Gặp bạn (với Anh Thoại, 1971)
- Hãy ôm em đi (với Hồ Tịnh Văn)
- Lời đáp tình yêu (với Thanh Sơn)
- Nếu phải mất nàng (với Hùng Anh)
- Ngày mai em theo chồng (vời Hùng Anh)
- Tâm sự nàng Buram (với Ngân Giang, 1974)
- Tình sầu đâu (vời Lương Huỳnh)
- Tương tư Hằng (với Mộng Thường)

### Những vụ mạo danh
Vinh Sử từng dính líu vào nhiều vụ mạo danh tác giả, thêm tên đồng tác giả hoặc tự ý đổi tên nhạc phẩm của nhạc sĩ khác.
| STT | Tên ca khúc giả mạo          | Tên ca khúc thật       | Tác giả thật                         |
| --- | ---------------------------- | ---------------------- | ------------------------------------ |
| 1   | Áo đẹp nàng dâu              | —                      | Anh Bằng & Trúc Ly                   |
| 2   | Bao đêm không ngủ            | Đêm không ngủ          | Anh Bằng                             |
| 3   | Bên ngõ lý chiều chiều       | Ngẩn ngơ sầu           | Thảo Trang (Giao Tiên)               |
| 4   | Chuyện một loài hoa          | Tình sử của nàng       | Đài Phương Trang                     |
| 5   | Chuyện tình ong bướm         | Bội bạc                | Đắc Chung                            |
| 6   | Cô gánh hàng rong            | Tình cô gánh hàng rong | Ngân Giang                           |
| 7   | Đẹp lòng người yêu           | —                      | Ngọc Sơn & Tuấn Hải                  |
| 8   | Đêm nhớ người tình           | —                      | Đài Phương Trang                     |
| 9   | Đừng nhắc chuyện lòng        | —                      | Phạm Vũ Anh Tứ (Đài Phương Trang)    |
| 10  | Đoạn buồn đêm mưa            |                        | Tú Nhi (Chế Linh)                    |
| 11  | Giã biệt trường xưa          | Ly ca                  | Phương Trà (Lê Minh Bằng)            |
| 12  | Hai mái nhà tranh            | Có bao giờ             | Phạm Vũ Anh Tứ (Đài Phương Trang)    |
| 13  | Họa mi ca                    |                        | Mộng Long                            |
| 14  | Lần đầu nói dối              | —                      | Giao Tiên                            |
| 15  | Lỡ lầm                       | Trót dại               | Tuấn Hải & Lê Kim Khânh              |
| 16  | Màu xanh kỷ niệm             | Vùng trời xanh kỷ niệm | Thục Chương (Hàn Châu)               |
| 17  | Một căn nhà mướn             | —                      | Phương Anh (Thanh Phương)            |
| 18  | Mực tím mồng tơi             | —                      | Hàn Châu                             |
| 19  | Nàng yêu hoa tím             | Nhớ người yêu xưa      | Giao Tiên                            |
| 20  | Người phu kéo mo cau         | Xe mo ngày cũ          | Trường Giang Thủy                    |
| 21  | Như thể tìm chim             | Mãi tìm nhau           | Thảo Trang (Giao Tiên)               |
| 22  | Nối lại tình xưa             |                        | Ngân Giang & Thượng Ngàn             |
| 23  | Phận buồn con gái            | Phận buồn              | Trung Danh                           |
| 24  | Trên lối nhỏ                 | Ngõ hẻm gặp nhau       | Phương Anh (Thanh Phương)            |
| 25  | Tý Ngọ của tôi               | Hoa mười giờ lỗi hẹn   | Hàn Châu                             |
| 26  | Thà giết người yêu           | Giết người yêu         | Nguyên Thảo                          |
| 27  | Thà trắng thà đen            | Mất nhau rồi           | Ngân Trang (Giao Tiên)               |
| 28  | Thao thức vì anh             | Em là tất cả           | Lam Phương                           |
| 29  | Thôi em hãy về đi            | Chuyện tình dang dở    | Mộng Long                            |
| 30  | Tình chỉ đẹp khi còn dang dở | Tình chỉ đẹp           | Thủy Tiên (Thanh Vũ)                 |
| 31  | Tình đẹp mùa chôm chôm       | —                      | Giao Tiên                            |
| 32  | Tình đời tay trắng           | —                      | Đài Phương Trang                     |
| 33  | Trao nhau nhẫn cưới          | —                      | Phạm Minh Cảnh                       |
| 34  | Xa người yêu                 | Tôi xa người yêu       | Dương Tư Thông & Lệ Hạnh (Giao Tiên) |
| 35  | Trách người trong mộng       | –                      | Giao Tiên                            |

### Nhầm lẫn
Sau năm 1975, nhạc sĩ Vinh Sử sử dụng bút danh Nguyên Thảo để viết những bài mới như Hỏi nàng xuân. Vì vậy, một số người tin rằng nhạc Nguyên Thảo của trước 1975 là tác giả của những bài đó, nhưng nhạc sĩ Nguyên Thảo đã ngưng sáng tác nhạc sau này.
Một số ca sĩ hát bài Yêu người chung vách của Song Ngọc (do ca sĩ Trường Vũ hát trong CD Yêu người chung vách của Tình Productions) nhưng ghi sai tác giả là Vinh Sử.
Ca khúc Yêu người chung vách của Vinh Sử có câu đầu "Đêm này nhớ trộm thương thầm người ta..." (do ca sĩ Chế Phong hát trong CD Em 2 của Vafaco), còn ca khúc của Song Ngọc có câu đầu "Nhà mình chung vách sao vẫn hoài tình câm...".
Bài hát Trời ghen má đỏ (sau này có tên Năm 17 tuổi lúc ca sĩ Phi Nhung hát trong video Hollywood Night 17) bị nhầm lẫn với bài hát Năm 17 tuổi của Song Ngọc và Hoài Linh (do ca sĩ Tuấn Vũ hát trong CD 10 tình khúc Song Ngọc).
Bài hát Người tình La Lan của Vinh Sử bị nhiều chương trình ghi là của Hoàng Thi Thơ hoặc Hàn Châu.